# Brzezówka (Hażlach)
Brzezówka (deutsch Brzezuwka, tschechisch Březůvka) ist eine Ortschaft mit einem Schulzenamt der Gemeinde Hażlach im Powiat Cieszyński der Woiwodschaft Schlesien in Polen.

## Geographie
Brzezówka liegt im Ostrauer Becken (Kotlina Ostrawska), etwa 30 km westlich von Bielsko-Biała und 60 km südlich von Katowice im Powiat (Kreis) Cieszyn.
Das Dorf hat eine Fläche von 460,63 ha.
Nachbarorte sind Kończyce Wielkie im Nordosten, Hażlach im Südosten, Pogwizdów im Westen, Kaczyce im Nordwesten.

## Geschichte
Das Dorf liegt im Olsagebiet (auch Teschener Schlesien, polnisch Śląsk Cieszyński).
Der Ort wurde 1426 erstmals urkundlich als von Brzesowicz erwähnt. Der Name wurde damals Brzozowice/Brzezowice gelautet, der heutige Name Brzezówka wurde erstmals im 1523 erwähnt. Der Name stammt aus Birken, polnisch brzoza.
Politisch gehörte das Dorf zum Herzogtum Teschen, die Lehensherrschaft des Königreichs Böhmen, seit 1526 gehörte es zur Habsburgermonarchie.
Nach der Aufhebung der Patrimonialherrschaften war es ab 1850 eine Gemeinde in Österreichisch-Schlesien, Bezirk Teschen und Gerichtsbezirk Teschen. In den Jahren 1880–1910 stieg die Einwohnerzahl von 300 im Jahr 1880 auf 351 im Jahr 1910, es waren überwiegend polnischsprachige (zwischen 99,7 % und 100 %). Im Jahre 1910 waren 72,1 % römisch-katholisch, 27,9 % evangelisch.
1920, nach dem Zusammenbruch der k.u.k. Monarchie und des Polnisch-Tschechoslowakischen Grenzkriegs, kam Brzezówka zu Polen. Unterbrochen wurde dies nur durch die Besetzung Polens durch die Wehrmacht im Zweiten Weltkrieg.
Von 1975 bis 1998 gehörte Brzezówka zur Woiwodschaft Bielsko-Biała.